# Donald A. Wollheim
Donald Allen Wollheim (Nueva York, 1 de octubre de 1914-2 de noviembre de 1990) era un escritor y editor estadounidense, especializado en ciencia ficción. Es el autor de Mimic, adaptada al cine en 1997.

## Biografía
Tras licenciarse en Filosofía y Letras por la Universidad de Nueva York, pronto se convirtió en una figura importante dentro del mundo de la ciencia ficción.
Wollheim llevó a los aficionados al género a asumir ciertas responsabilidades, fue miembro del grupo llamado «los futurianos» y uno de los principales impulsores de la convención de Nueva York en 1939.
Trabajó en varias editoriales hasta que, en 1971, fundó DAW Books con su mujer e hija, manteniendo así el total control corporativo.
En 1985, tras una serie de operaciones, su salud empeoró, por lo que decidió retirarse y ceder el control de la editorial a su hija Elizabeth.
En su honor se instituyó el premio Donald A. Wollheim Memorial.

## Obra
Si bien demostró ser un escritor capaz, su labor principal la realizó como editor.
Mientras trabajaba en la editorial Ace Books lanzó los que fueron conocidos como «Ace dobles». Se trataba de ediciones de dos libros diferentes impresos "espalda contra espalda" de forma que el volumen tenía dos caras frontales. La necesidad de compensar ambos libros y la limitación del número de páginas lo llevó a realizar numerosas modificaciones y recortes.
En 1971 dejó Ace Books para fundar DAW books, su propio sello editorial sobre el que tenía el control absoluto.

## Premios

### Obtenidos
- 1975: Premio Hugo especial como "el fan que lo ha hecho todo"
- 2002: Incluido en el Salón de la Fama de la Ciencia Ficción a título póstumo

### Finalista
- 1996: Premio Retro Hugo como mejor editor en 1945.
- 2004: Premio Retro Hugo como mejor editor en 1953.